# Rex (Karolina Północna)
Rex – jednostka osadnicza w Stanach Zjednoczonych, w stanie Karolina Północna, w hrabstwie Robeson.